# Mindaugas Kuzminskas
Mindaugas Kuzminskas (Vilnius, 19 de outubro de 1989) é um basquetebolista profissional lituano que atualmente joga no Lokomotiv Kuban disputando a Serie A e a EuroLiga. Kuzminskas possui 2,05m de altura e joga na posição ala, tendo defendido a seleção lituana adulta desde 2013. 

## Carreira profissional
Kuzminskas começou sua carreira profissional em clubes de sua cidade natal dentre eles o Sakalai Vilnius (2006-07) e o Perlas Vilnius (2007-08) e posteriormente no  BC Šiauliai (2008-10). 
Na temporada 2010-2011 chegou ao badalado BC Žalgiris disputando a Liga Lituana e a Euroliga. Nas três temporadas que ficou em Kaunas foi campeão lituano em todas e venceu duas Ligas Bálticas (2010-2011 e 2011-12).
Após a estadia de sucesso no Žalgiris Kaunas, em 2013 Kuzminskas fechou contrato com o Unicaja Málaga por duas temporadas com a possibilidade de jogar uma terceira.

## Estatísticas na NBA
| Legendas                      | Legendas                       | Legendas                     |
| ----------------------------- | ------------------------------ | ---------------------------- |
| PJ - Partidas jogadas         | PI - Partidas iniciadas        | MPJ - Minutos por jogo       |
| AP - Arremessos de quadra (%) | 3P - Arremessos de 3 pontos(%) | LL - Lances livres (%)       |
| RT - Rebotes por jogo         | AS - Assistências por jogo     | BR - Roubos de bola por jogo |
| TO - Tocos por jogo           | ER - Erros por jogo            | PPJ - Pontos por jogo        |

### Temporada Regular
| Ano      | Equipe          | PJ | PI | MPJ  | AP   | 3P   | LL   | RT  | AS  | BR  | TO  | ER  | PPJ |
| 2016-17  | New York Knicks | 68 | 5  | 14.9 | .428 | .321 | .809 | 1.9 | 1.0 | 0.4 | 0.2 | 0.8 | 6.3 |
| 2017-18  | New York Knicks |    |    |      |      |      |      |     |     |     |     |     |     |
| Carreira |                 | 68 | 5  | 14.9 | .428 | .321 | .809 | 1.9 | 1.0 | 0.4 | 0.2 | 0.8 | 6.3 |

## Carreira na Seleção Lituana

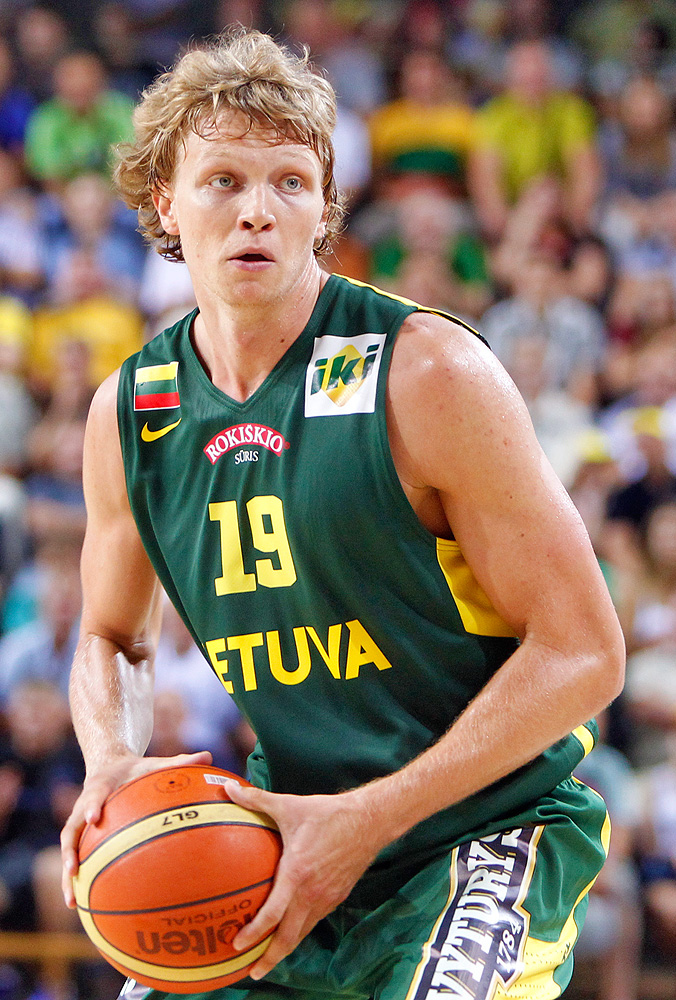
Em partida pela Seleção Lituana

Sua primeira convocação na Seleção Lituana deu-se em 2007 na Primeira Divisão Campeonato Europeu Sub 17 e também foi convocado para o Europeu Sub 20 jogado na Grécia em 2009 quando ficaram com a 5ª colocação e encerrou sua carreira nas categorias de base.
Na seleção adulta ele esteve no Eurobasket 2013 na ocasião da medalha de prata conquistada pela Lituânia, medalha repetida no EuroBasket 2015.

## Ligações Externas

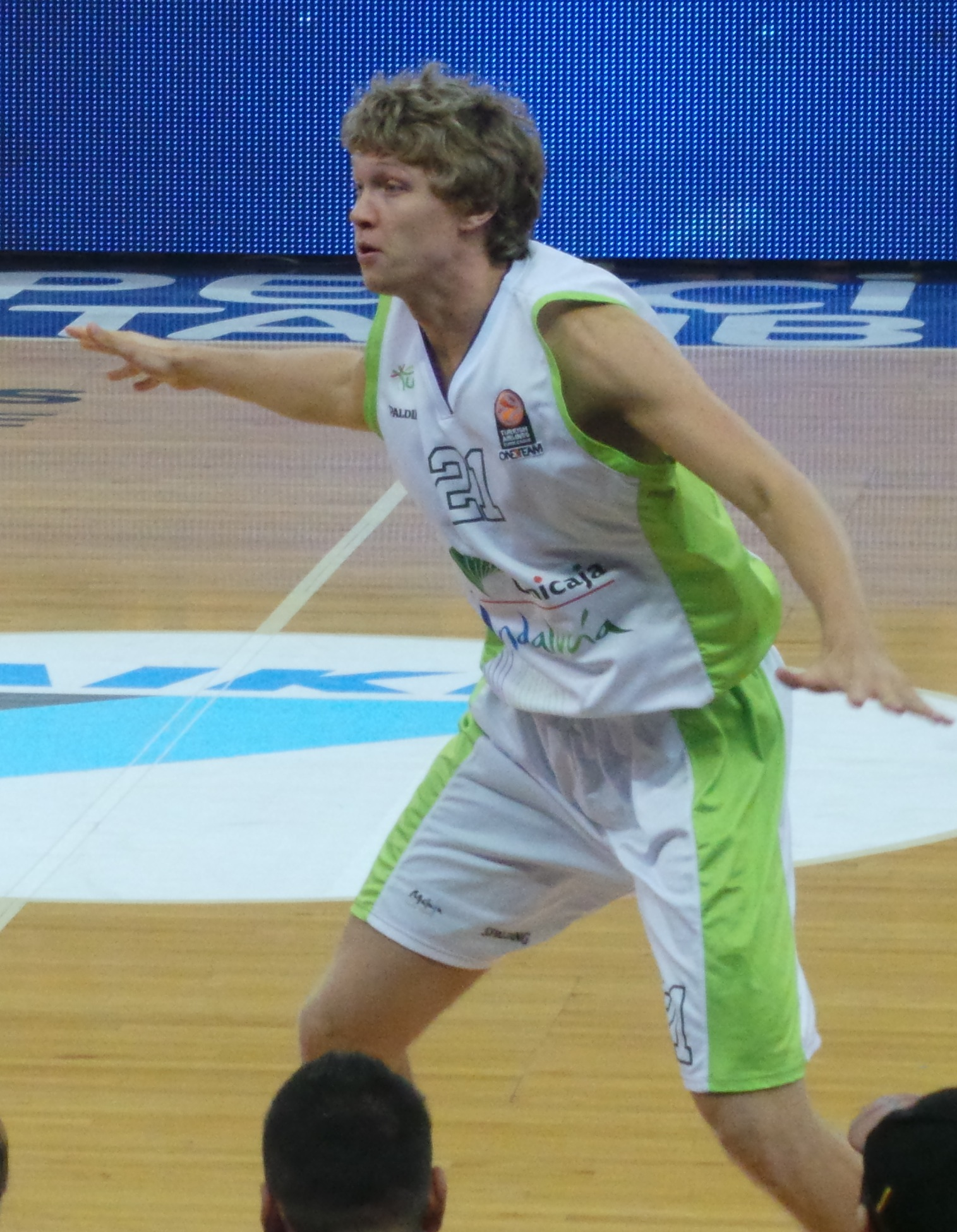
Atuando no Unicaja Málaga

- Mindaugas Kuzminskas no X
- Página de Kuzminskas no sítio da ACB
- Página de Kuzminskas no Sítio da EuroligaAtuando no Unicaja Málaga